# Terracina

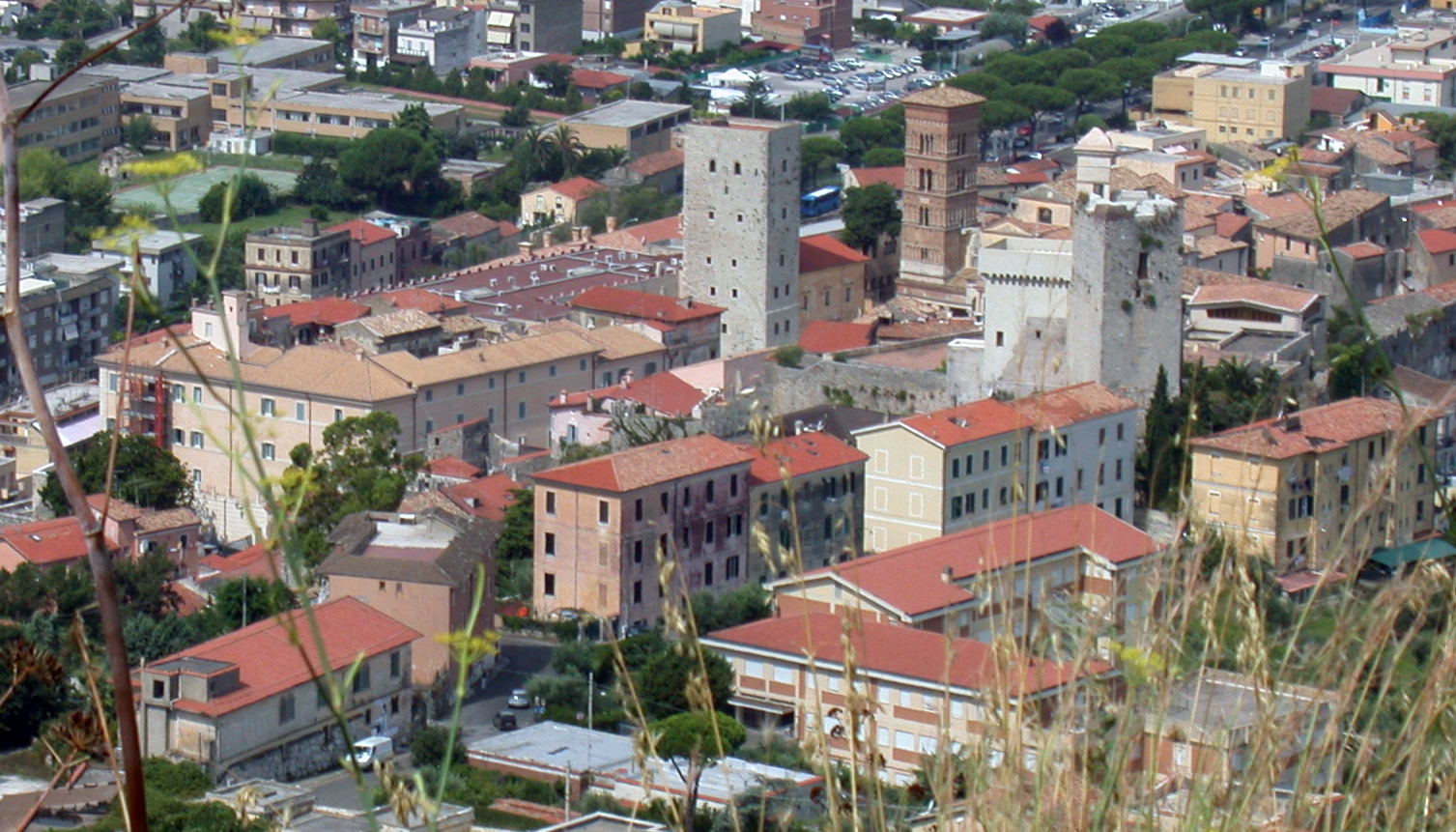
Terracina

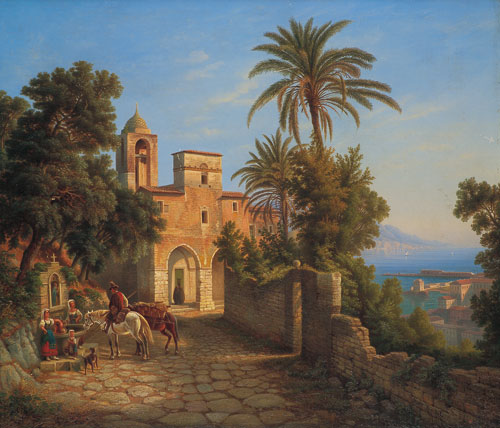
Vista de Terracina por Heinrich Jäckel

Terracina é uma comuna italiana da região do Lácio, província de Latina, com cerca de 44. 657 habitantes, segundo Censo de 2011. Estende-se por uma área de 136 km², tendo uma densidade populacional de 327 hab/km². Faz fronteira com Fondi, Monte San Biagio, Pontinia, Sabaudia, San Felice Circeo, Sonnino. Nesta cidade, nasceu o imperador romano, Galba, que reinou entre 68 à 69.

## Demografia
| Variação demográfica do município entre 1861 e 2011                               |
|                                                                                   |
| Fonte: Istituto Nazionale di Statistica (ISTAT) - Elaboração gráfica da Wikipedia |